# Tynda
Tynda (del ruso: Тында) es una ciudad del óblast de Amur, en Rusia. Está situada en el sur de Siberia central, a orillas del río Tynda (que desemboca unos kilómetros al este en el río Gliui, afluente del río Zeya), a 575 km (839 km por carretera) al noroeste de Blagovéshchensk, la capital del óblast, y a 6500 km (8000 km) al este de Moscú. Su población alcanzaba los 37.871 habitantes en 2009.

## Historia

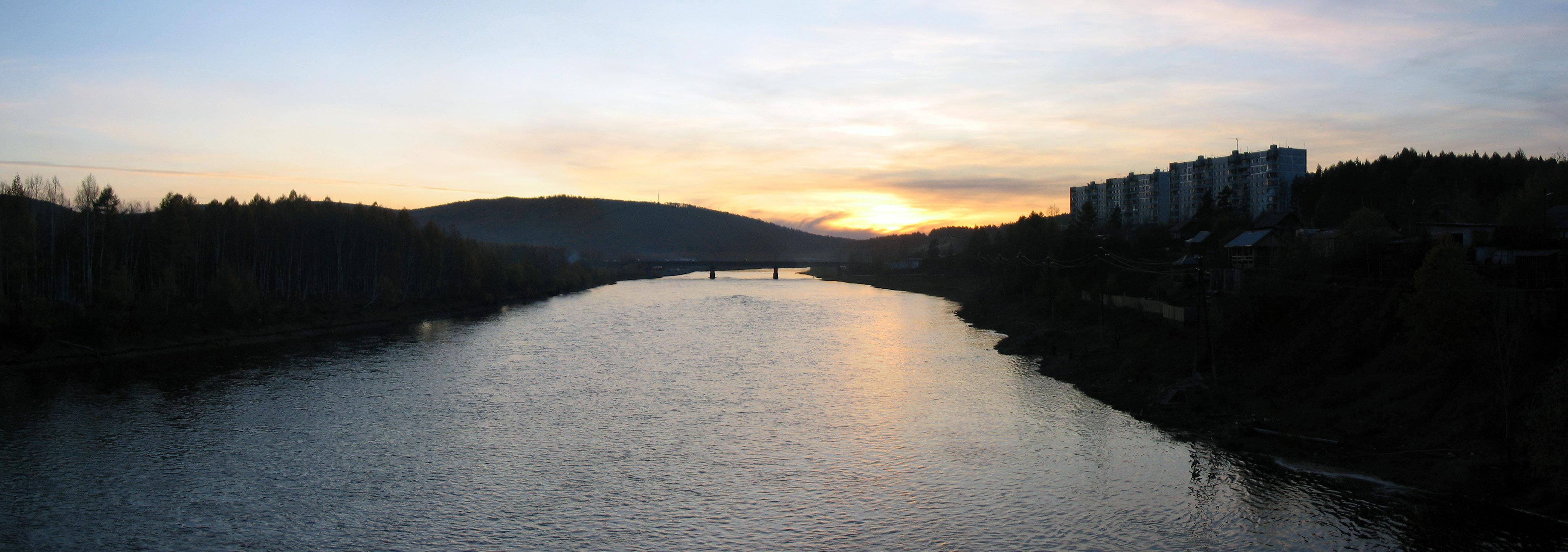
Vista del río Tynda

El primer asentamiento en el emplazamiento de la ciudad actual fue un campamento invernal y lugar de descanso, de nombre Schkabury, edificado en 1917 en relación con la reciente construcción del ferrocarril del Amur, en el camino entre el Amur y los campos de oro del río Timpton, afluente del Aldán.
En 1928, el pueblo, que se llamaba entonces Tyndinski, se convirtió en un centro de trabajadores para la construcción de la principal carretera desde el Amur a Yakutia. En los planes para la construcción del ferrocarril Baikal-Amur de 1932, el lugar figuraba como una posible futura estación. En 1933 se inició la conexión, de unos 180 km, de la localidad con el ferrocarril Transiberiano al oeste de Skovorodinó. En 1937 se puso en funcionamiento el tramo en conmemoración del vigésimo aniversario de la Revolución de Octubre.
En 1941 Tyndinski recibió el estatus de asentamiento de tipo urbano. Durante la Segunda Guerra Mundial, los raíles del ferrocarril fueron desmantelados y trasladados al frente para ser utilizados en la línea de Sarátov a Stalingrado.
La construcción del ferrocarril Baikal-Amur se reanudó en 1972, primero con la reconstrucción del segmento hasta Tyndinski. En esa época se invirtió en Tyndinski y otras estaciones de esta región de la Unión Soviética. 
El 14 de noviembre de 1975 la localidad fue rebautizada como Tynda y elevaba al estatus de ciudad. 
En 1977 se completó la sección hasta Berkakit, en 1978, hasta Nériungri, en el sur de Yakutia. Este ferrocarril se convertiría en la sección meridional
Tras completarse la construcción y como resultado del declive producido por la crisis económica de finales de la década de 1980, la población ha disminuido considerablemente, alrededor de un 30%.

## Demografía
| 1959  | 1970  | 1979   | 1992   | 1996   | 2002   | 2009   |
| ----- | ----- | ------ | ------ | ------ | ------ | ------ |
| 3 100 | 3 400 | 41 700 | 62 200 | 53 200 | 40 100 | 37 871 |

Actualmente, rusos, ucranianos y bielorrusos forman la mayor parte de la población. Alrededor de 1500 leñadores norcoreanos trabajan en la región en dependencias exclusivas.

## Cultura y lugares de interés
La ciudad cuenta con un museo dedicado al ferrocarril Baikal-Amur.

## Economía y transporte

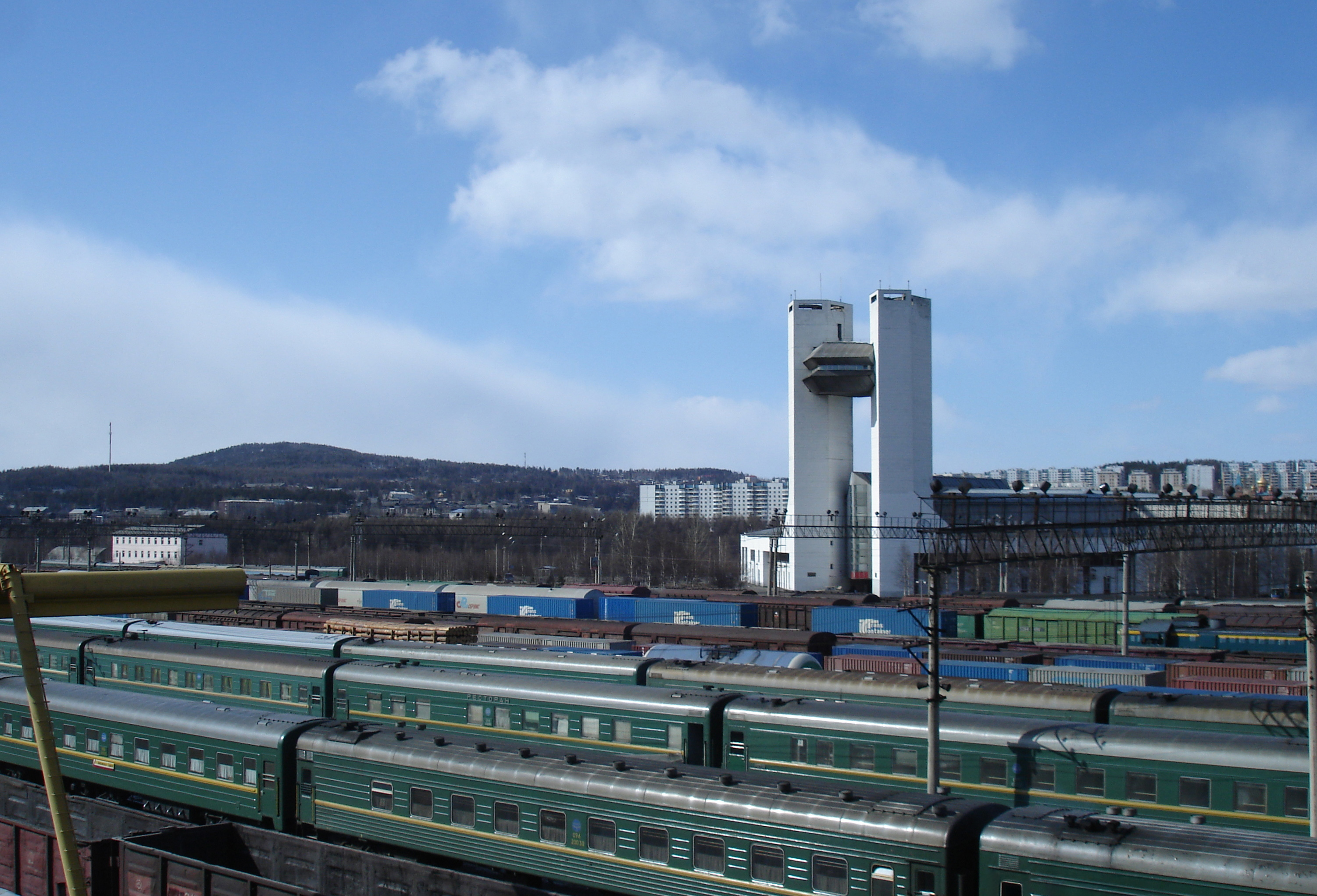
Estación de ferrocarril.

Además de ser un nudo ferroviario y centro de logística de la línea de ferrocarril Baikal-Amur, Tynda posee industrias agroalimentarias. Una importante colonia norcoreana, dedicados a la tala de madera, reside en Tynda. La ciudad cuenta con un pequeño aeropuerto, situado 15 km al norte, junto a la población de Siguikta. En lo referente a su posición de centro logístico de la construcción del ferrocarril Amur-Yakutia, éste debe llegar a Yakutsk en unos años.
Por carretera, la localidad esta servida por la M56 Lena y por la M58 Amur.

## Ciudades hermanadas
- Wenatchee, Estados Unidos.

## Galería de imágenes

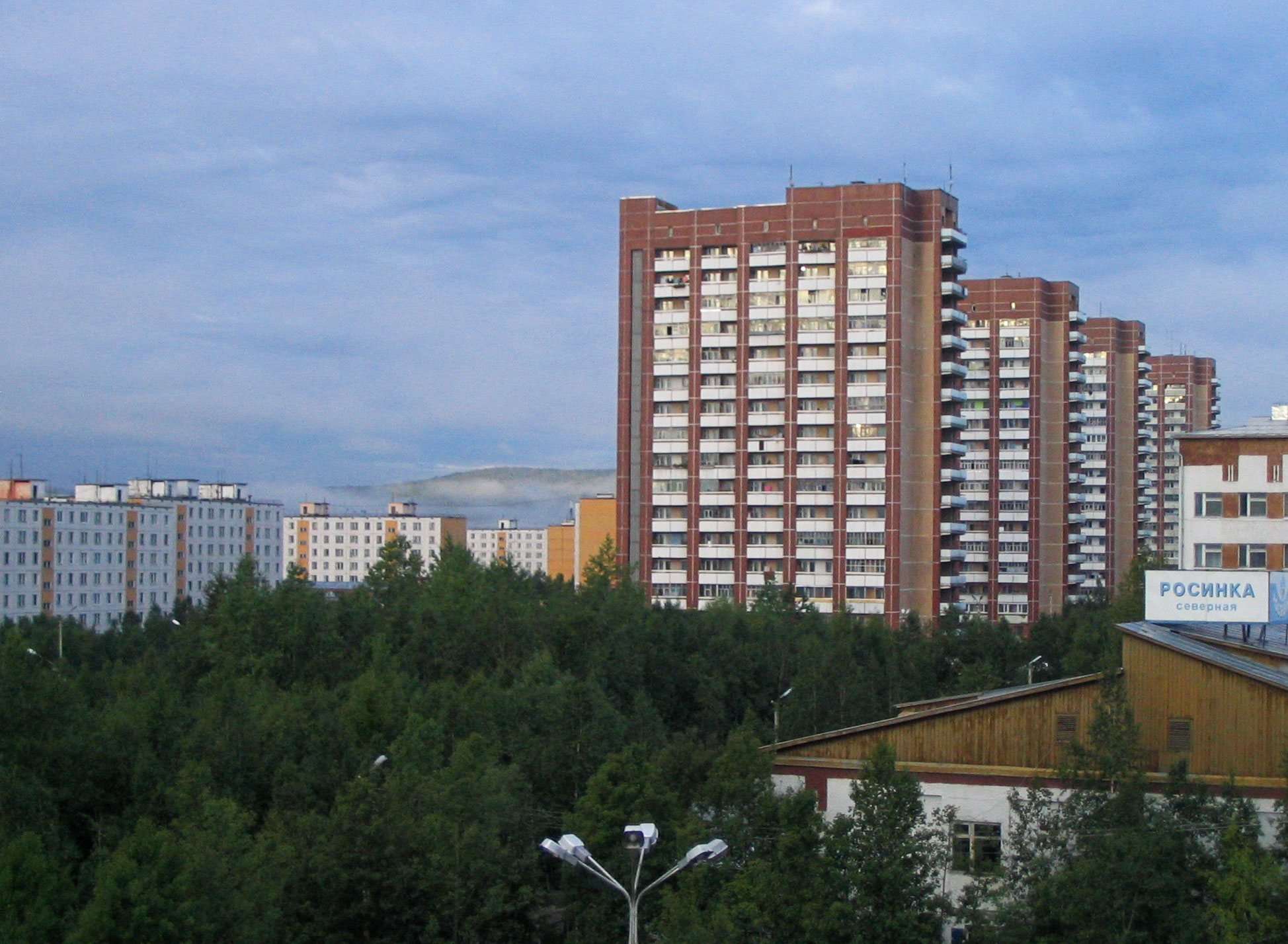
Vista de la ciudad
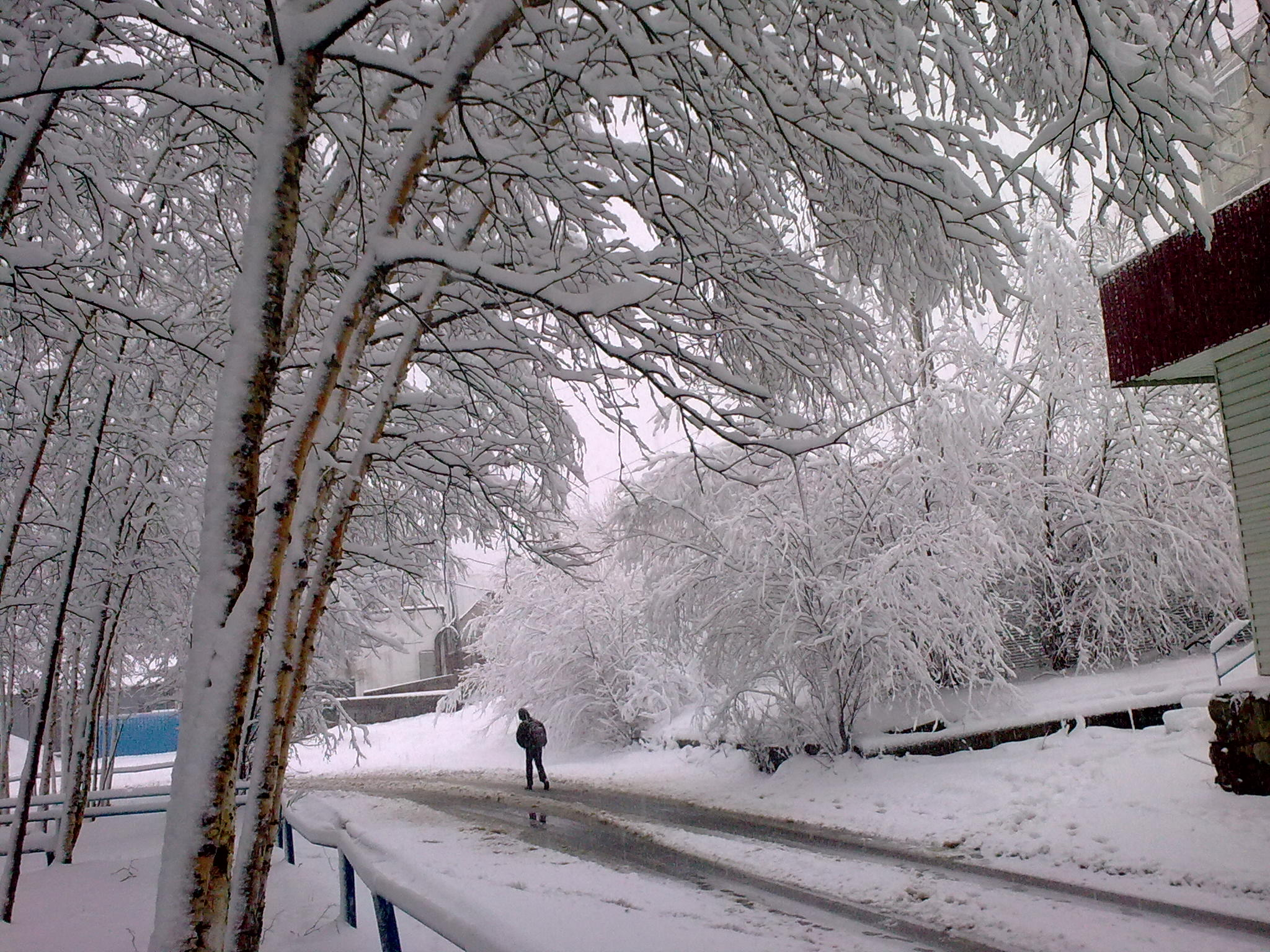
Primavera en Tynda.
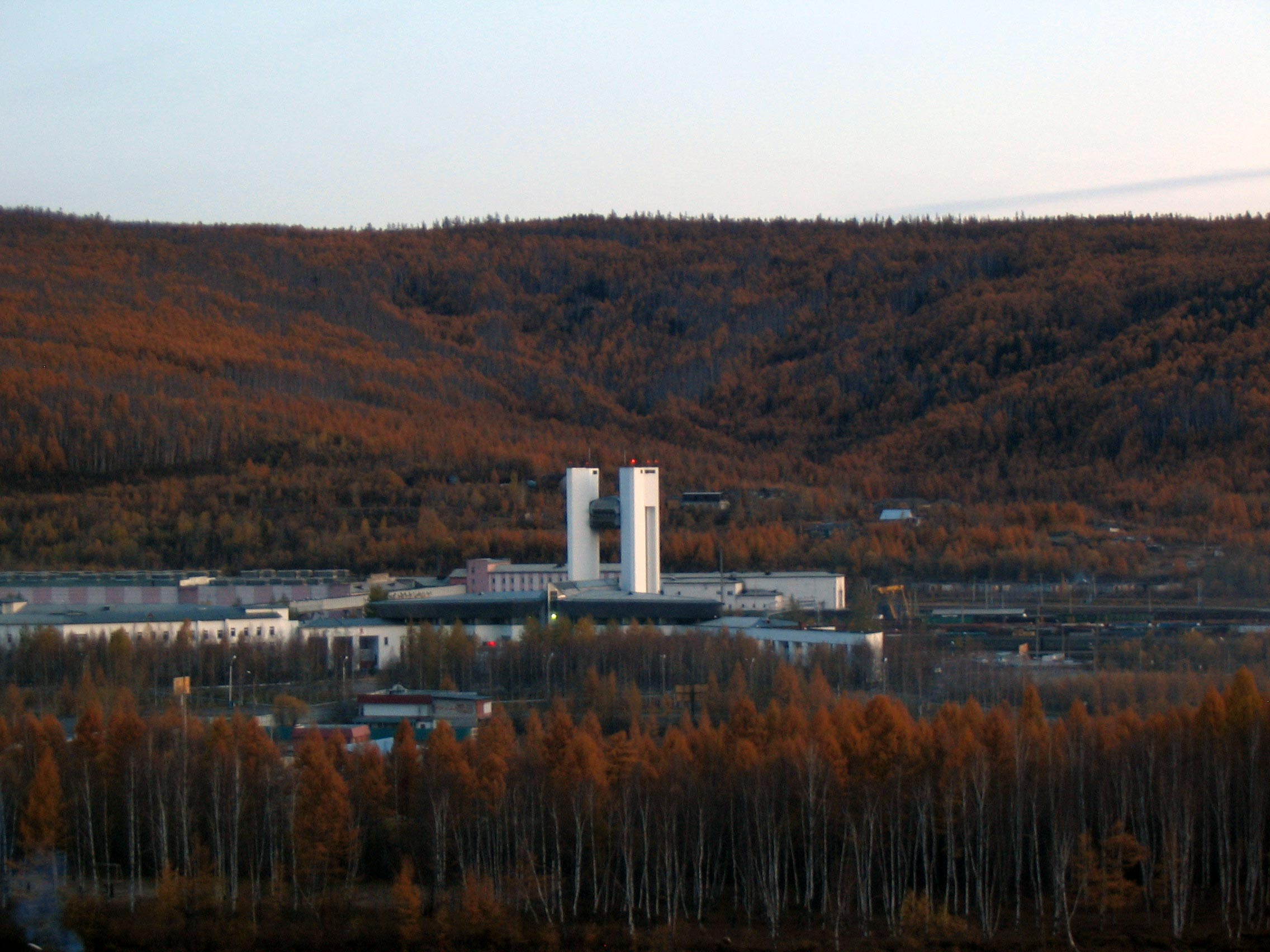
Estación de ferrocarril.
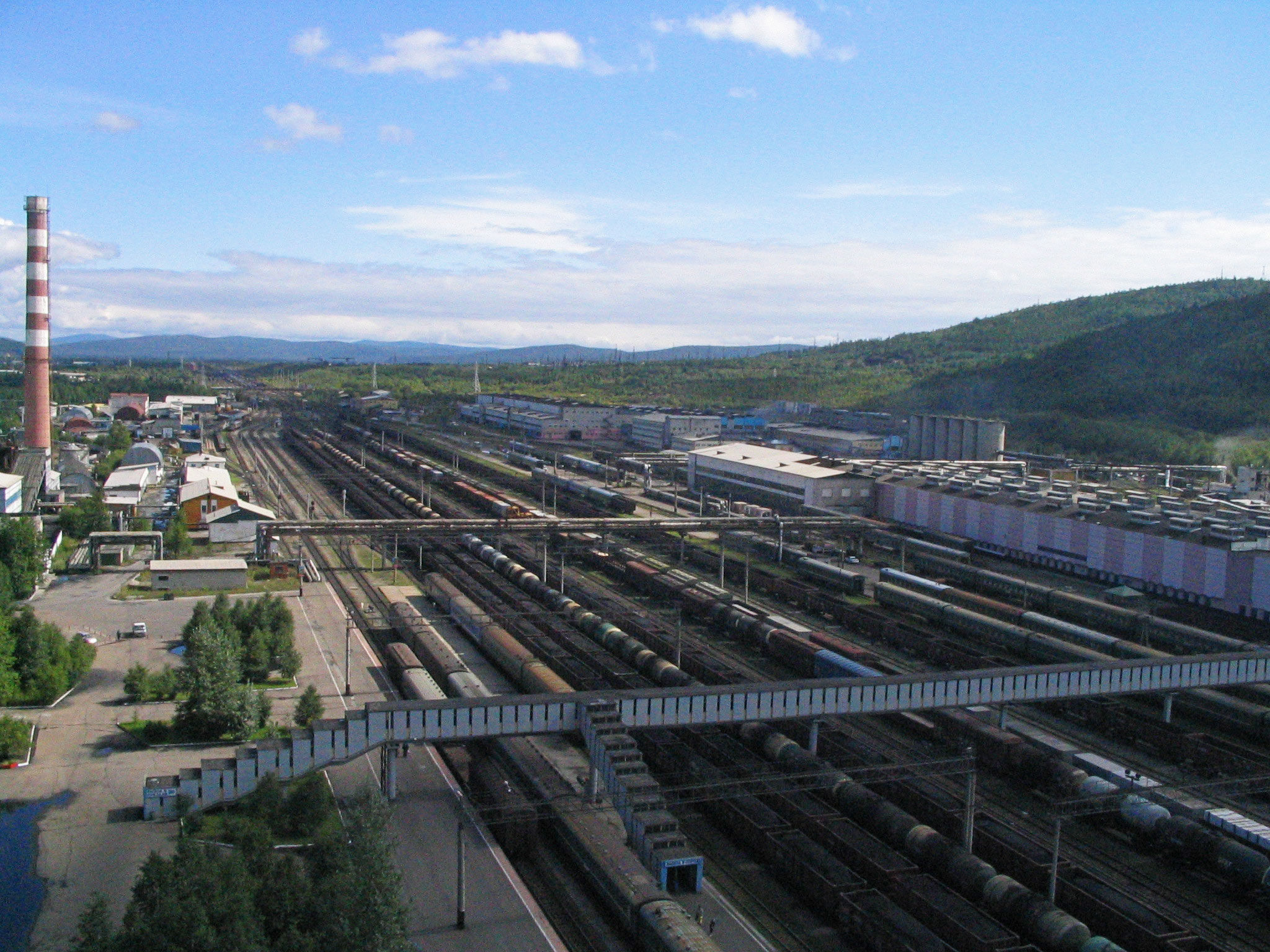
Estación de ferrocarril.
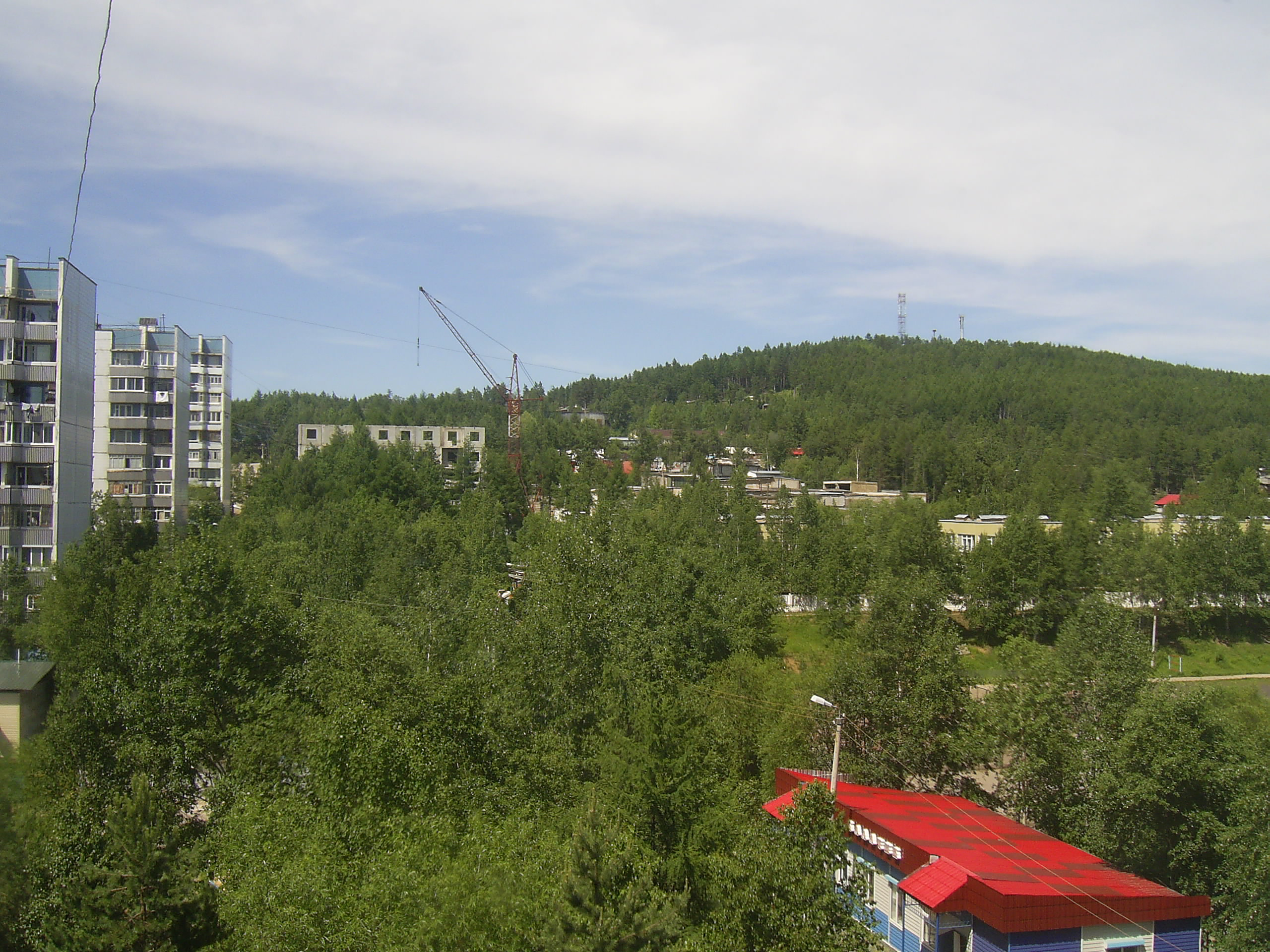
Panorama de la ciudad.
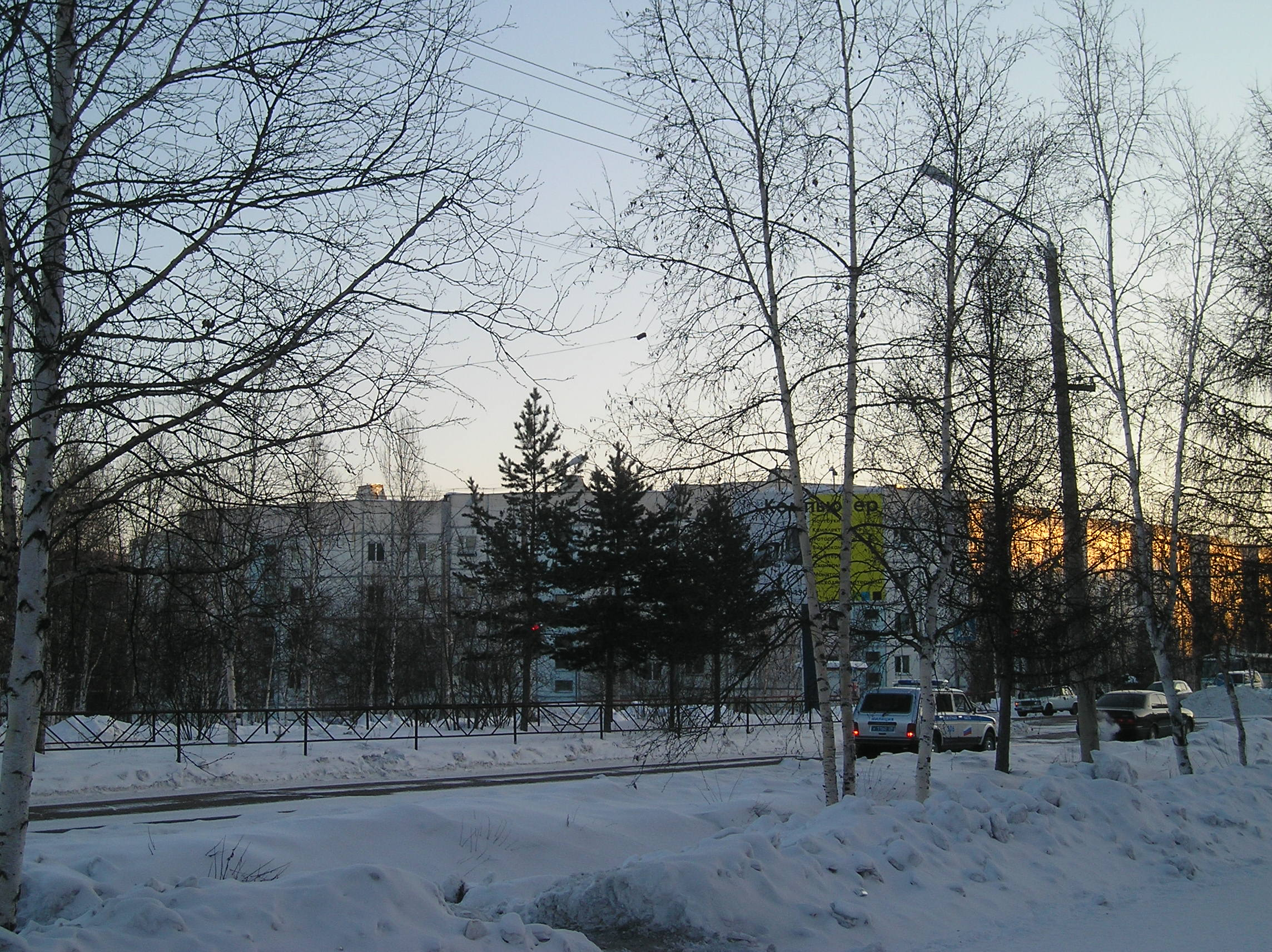
Tynda en febrero.
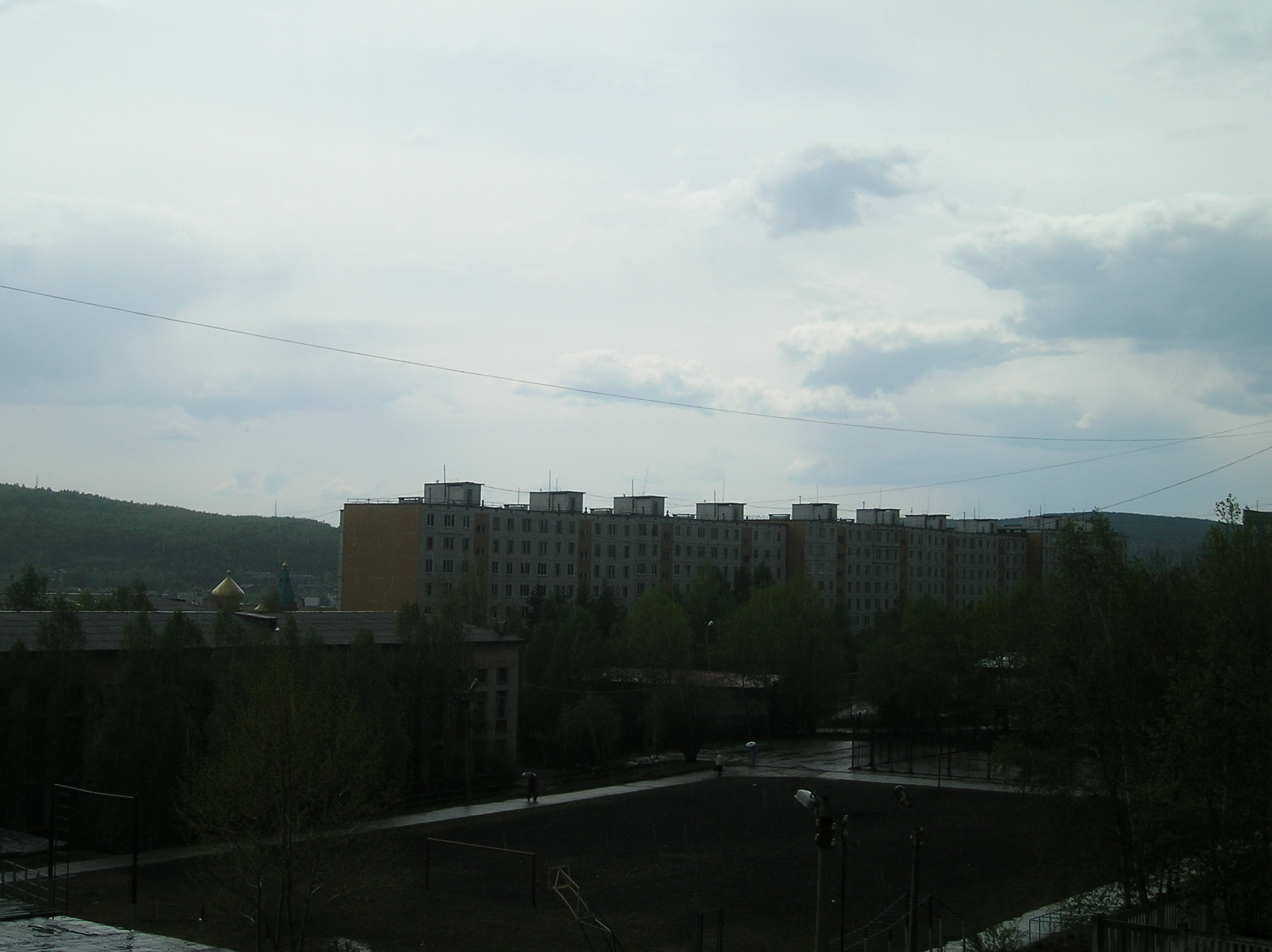
Panorama.
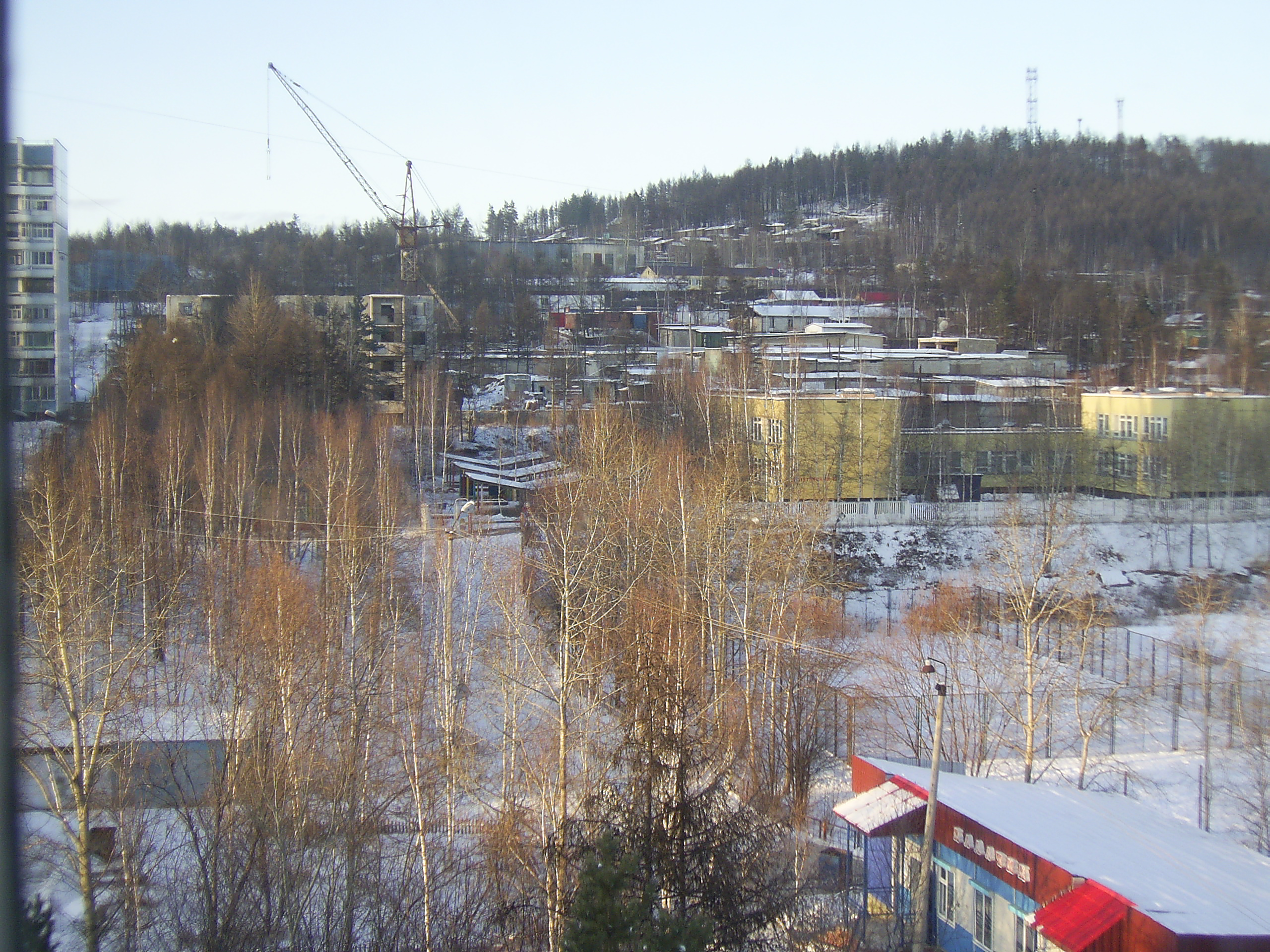
Octubre.
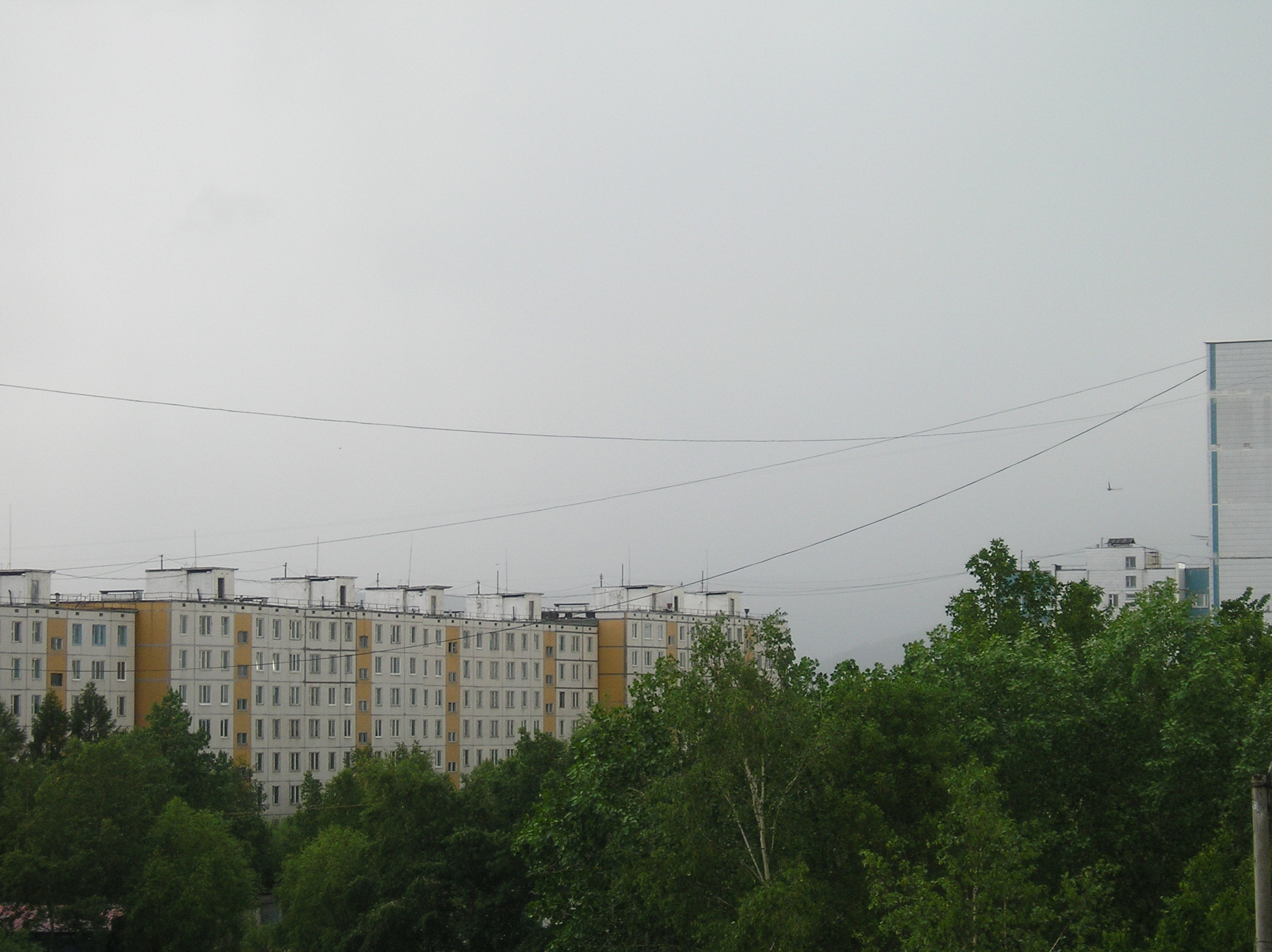
Tynda en verano.